# 羅切爾里維拉 (阿肯色州)
羅切爾里維拉（英語：Rochelle Riviera）是位於美國阿肯色州華盛頓縣的一個非建制地區。該地的面積和人口皆未知。

## 地理
羅切爾里維拉的座標為36°09′15″N 94°01′05″W / 36.15417°N 94.01806°W，而該地的平均海拔高度為381米（即1250英尺）。